# Ballon d'or 1959
Navigation
Édition précédente Édition suivante
Le Ballon d'or 1959 récompensant le meilleur footballeur européen évoluant en Europe a été attribué le 15 décembre 1959 à l'Espagnol Alfredo Di Stéfano.
Il s'agit de la 4e édition de ce trophée mis en place par le magazine français France Football. Vingt nations (un vote par nation) ont pris part au vote (Allemagne de l'Ouest, Angleterre, Autriche, Belgique, Bulgarie, Espagne, France, Grèce, Hongrie, Italie, Pays-Bas, Pologne, Portugal, Roumanie, Suède, Suisse, Tchécoslovaquie, Turquie, Union soviétique et Yougoslavie).
Le titre est remporté avec une quasi-unanimité par l'ispano-argentin Alfredo Di Stéfano, succédant à son partenaire de club Raymond Kopa (il s'agit du second sacre pour Di Stéfano déjà sacré en 1957).

## Classement complet
| Rang | Nom                | Club                           | Nationalité          | Points |
| 1    | Alfredo Di Stéfano | Real Madrid                    | Espagne              | 80     |
| 2    | Raymond Kopa       | Real Madrid / Stade de Reims   | France               | 42     |
| 3    | John Charles       | Juventus                       | Pays de Galles       | 24     |
| 4    | Luis Suárez        | FC Barcelone                   | Espagne              | 22     |
| 5    | Agne Simonsson     | Örgryte IS                     | Suède                | 20     |
| 6    | Lajos Tichy        | Budapest Honvéd                | Hongrie              | 18     |
| 7    | Ferenc Puskás      | Real Madrid                    | Hongrie              | 16     |
| 8    | Francisco Gento    | Real Madrid                    | Espagne              | 12     |
| 9    | Helmut Rahn        | Rot-Weiss Essen / FC Cologne   | Allemagne de l'Ouest | 11     |
| 10   | Horst Szymaniak    | Wuppertaler SV / Karlsruher SC | Allemagne de l'Ouest | 8      |
| 11   | Lev Yachine        | Dynamo Moscou                  | Union soviétique     | 7      |
| 12   | Youri Voïnov       | Dynamo Kiev                    | Union soviétique     | 5      |
| 13   | Ivan Kolev         | CDNA Sofia                     | Bulgarie             | 4      |
| 13   | Gyula Grosics      | FC Tatabánya                   | Hongrie              | 4      |
| 13   | Dezső Bundzsák     | Vasas SC                       | Hongrie              | 4      |
| 13   | Nils Liedholm      | AC Milan                       | Suède                | 4      |
| 17   | Georgi Naidenov    | CDNA Sofia                     | Bulgarie             | 3      |
| 17   | Titus Buberník     | Cervena Hviezda Bratislava     | Tchécoslovaquie      | 3      |
| 17   | Just Fontaine      | Stade de Reims                 | France               | 3      |
| 20   | Joan Segarra       | FC Barcelone                   | Espagne              | 2      |
| 20   | Flórián Albert     | Ferencváros                    | Hongrie              | 2      |
| 20   | Uwe Seeler         | Hambourg SV                    | Allemagne            | 2      |
| 23   | Antoni Ramallets   | FC Barcelone                   | Espagne              | 1      |
| 23   | János Göröcs       | Újpest FC                      | Hongrie              | 1      |
| 23   | Cliff Jones        | Tottenham                      | Pays de Galles       | 1      |
| 23   | Roger Marche       | RC Paris                       | France               | 1      |